# Superbike-Weltmeisterschaft 2007
Die Superbike-WM-Saison 2007 war die 20. in der Geschichte der FIM-Superbike-Weltmeisterschaft. Bei 13 Veranstaltungen wurden 25 Rennen ausgetragen.

## Punkteverteilung
Weltmeister wird derjenige Fahrer beziehungsweise der Hersteller, der bis zum Saisonende die meisten Punkte in der Weltmeisterschaft angesammelt hat. Bei der Punkteverteilung werden die Platzierungen im Gesamtergebnis des jeweiligen Rennens berücksichtigt. Die fünfzehn erstplatzierten Fahrer jedes Rennens erhalten Punkte nach folgendem Schema:
| Punkteverteilung | Punkteverteilung | Punkteverteilung | Punkteverteilung | Punkteverteilung | Punkteverteilung | Punkteverteilung | Punkteverteilung | Punkteverteilung | Punkteverteilung | Punkteverteilung | Punkteverteilung | Punkteverteilung | Punkteverteilung | Punkteverteilung | Punkteverteilung |
| ---------------- | ---------------- | ---------------- | ---------------- | ---------------- | ---------------- | ---------------- | ---------------- | ---------------- | ---------------- | ---------------- | ---------------- | ---------------- | ---------------- | ---------------- | ---------------- |
| Platz            | 1                | 2                | 3                | 4                | 5                | 6                | 7                | 8                | 9                | 10               | 11               | 12               | 13               | 14               | 15               |
| Punkte           | 25               | 20               | 16               | 13               | 11               | 10               | 9                | 8                | 7                | 6                | 5                | 4                | 3                | 2                | 1                |

In die Wertung kamen alle erzielten Resultate.

## Wissenswertes
- Alle Piloten traten auf Pirelli-Einheitsreifen an.
- Yukio Kagayama konnte in Australien nach einem Trainingssturz nicht am Rennen teilnehmen.
- Die Platzierungen acht und neun des zweiten Laufes in Australien wurden nachträglich zwischen Michel Fabrizio und Max Neukirchner getauscht. Beide waren lt. Zeitnahme gleichzeitig ins Ziel gekommen. Jedoch befand sich der Transponder an Neukirchners Maschine hinter dem Motor, an Fabrizios an der Vorderseite. Auf dem Zielfoto verwechselten die Kommissare Fabrizio mit Lorenzo Lanzi und bemerkten deshalb den Irrtum nicht. Nach erneuter Prüfung des Zielfotos wurde das Ergebnis durch die FIM korrigiert.[1]
- Ab dem Rennen in Donington setzte das Team Pedercini eine zweite Ducati für den Italiener Luca Morelli ein.[2]
- Für die Rennen in Donington und Valencia meldete das Team Sterilgarda ein zweites Motorrad für den Italiener Giovanni Bussei.[3]

## Rennergebnisse
|    | Datum  | Rennen         | Strecke        | Pole-Position  | Lauf | Platz 1                                              | Platz 2                                              | Platz 3                                              | Schn. Rennrunde                                      |
| -- | ------ | -------------- | -------------- | -------------- | ---- | ---------------------------------------------------- | ---------------------------------------------------- | ---------------------------------------------------- | ---------------------------------------------------- |
| 1  | 24.02. | Katar          | Losail         | Troy Corser    | 1    | Max Biaggi                                           | James Toseland                                       | Lorenzo Lanzi                                        | Max Biaggi                                           |
| 1  | 24.02. | Katar          | Losail         | Troy Corser    | 2    | James Toseland                                       | Max Biaggi                                           | Troy Corser                                          | Max Biaggi                                           |
| 2  | 04.03. | Australien     | Phillip Island | Troy Bayliss   | 1    | Troy Bayliss                                         | James Toseland                                       | Max Biaggi                                           | Troy Corser                                          |
| 2  | 04.03. | Australien     | Phillip Island | Troy Bayliss   | 2    | James Toseland                                       | Troy Bayliss                                         | Noriyuki Haga                                        | Noriyuki Haga                                        |
| 3  | 01.04. | Europa         | Donington      | Troy Bayliss   | 1    | James Toseland                                       | Troy Corser                                          | Max Biaggi                                           | Troy Bayliss                                         |
| 3  | 01.04. | Europa         | Donington      | Troy Bayliss   | 2    | Noriyuki Haga                                        | Max Biaggi                                           | Troy Corser                                          | Noriyuki Haga                                        |
| 4  | 15.04. | Spanien        | Valencia       | Troy Bayliss   | 1    | Rubén Xaus                                           | Noriyuki Haga                                        | Troy Bayliss                                         | Troy Bayliss                                         |
| 4  | 15.04. | Spanien        | Valencia       | Troy Bayliss   | 2    | James Toseland                                       | Max Biaggi                                           | Noriyuki Haga                                        | Noriyuki Haga                                        |
| 5  | 29.04. | Niederlande    | Assen          | James Toseland | 1    | James Toseland                                       | Noriyuki Haga                                        | Rubén Xaus                                           | Troy Bayliss                                         |
| 5  | 29.04. | Niederlande    | Assen          | James Toseland | 2    | Troy Bayliss                                         | James Toseland                                       | Max Biaggi                                           | Noriyuki Haga                                        |
| 6  | 13.05. | Italien        | Monza          | Noriyuki Haga  | 1    | Noriyuki Haga                                        | Troy Bayliss                                         | Max Biaggi                                           | Max Biaggi                                           |
| 6  | 13.05. | Italien        | Monza          | Noriyuki Haga  | 2    | Noriyuki Haga                                        | James Toseland                                       | Troy Bayliss                                         | Noriyuki Haga                                        |
| 7  | 27.05. | Großbritannien | Silverstone    | Troy Bayliss   | 1    | Troy Bayliss                                         | Noriyuki Haga                                        | Troy Corser                                          | Noriyuki Haga                                        |
| 7  | 27.05. | Großbritannien | Silverstone    | Troy Bayliss   | 2    | Der zweite Lauf wurde wegen starken Regens abgesagt. | Der zweite Lauf wurde wegen starken Regens abgesagt. | Der zweite Lauf wurde wegen starken Regens abgesagt. | Der zweite Lauf wurde wegen starken Regens abgesagt. |
| 8  | 17.06. | San Marino     | Misano         | Troy Corser    | 1    | Troy Bayliss                                         | Troy Corser                                          | Yukio Kagayama                                       | Noriyuki Haga                                        |
| 8  | 17.06. | San Marino     | Misano         | Troy Corser    | 2    | Troy Bayliss                                         | Noriyuki Haga                                        | Max Biaggi                                           | Troy Bayliss                                         |
| 9  | 22.07. | Tschechien     | Brünn          | Noriyuki Haga  | 1    | James Toseland                                       | Max Biaggi                                           | Yukio Kagayama                                       | Noriyuki Haga                                        |
| 9  | 22.07. | Tschechien     | Brünn          | Noriyuki Haga  | 2    | Max Biaggi                                           | James Toseland                                       | Michel Fabrizio                                      | Troy Corser                                          |
| 10 | 05.08. | Großbritannien | Brands Hatch   | Troy Bayliss   | 1    | James Toseland                                       | Troy Corser                                          | Max Biaggi                                           | Noriyuki Haga                                        |
| 10 | 05.08. | Großbritannien | Brands Hatch   | Troy Bayliss   | 2    | James Toseland                                       | Noriyuki Haga                                        | Troy Corser                                          | James Toseland                                       |
| 11 | 09.09. | Deutschland    | EuroSpeedway   | Fonsi Nieto    | 1    | Noriyuki Haga                                        | Max Biaggi                                           | Troy Corser                                          | Noriyuki Haga                                        |
| 11 | 09.09. | Deutschland    | EuroSpeedway   | Fonsi Nieto    | 2    | Troy Bayliss                                         | Noriyuki Haga                                        | Max Biaggi                                           | Noriyuki Haga                                        |
| 12 | 30.09. | Italien        | Vallelunga     | Troy Bayliss   | 1    | Max Biaggi                                           | Troy Bayliss                                         | James Toseland                                       | Noriyuki Haga                                        |
| 12 | 30.09. | Italien        | Vallelunga     | Troy Bayliss   | 2    | Troy Bayliss                                         | Max Biaggi                                           | Noriyuki Haga                                        | Max Biaggi                                           |
| 13 | 07.10. | Frankreich     | Magny-Cours    | James Toseland | 1    | Noriyuki Haga                                        | Troy Bayliss                                         | Troy Corser                                          | Max Neukirchner                                      |
| 13 | 07.10. | Frankreich     | Magny-Cours    | James Toseland | 2    | Noriyuki Haga                                        | Max Biaggi                                           | Fonsi Nieto                                          | Max Biaggi                                           |

## Teams und Fahrer
| Nr. | Fahrer             | Team                                                  | Motorrad                                               | Reifen |
| --- | ------------------ | ----------------------------------------------------- | ------------------------------------------------------ | ------ |
| 3   | Max Biaggi         | Alstare Suzuki Corona Extra                           | Suzuki GSX-R1000 K7                                    | P      |
| 10  | Fonsi Nieto        | Kawasaki PSG-1 Corse                                  | Kawasaki ZX-10R                                        | P      |
| 11  | Troy Corser        | Yamaha Motor Italia                                   | Yamaha YZF-R1                                          | P      |
| 13  | Vittorio Iannuzzo  | Kawasaki PSG-1 Corse                                  | Kawasaki ZX-10R                                        | P      |
| 15  | Milos Cihak        | Prorace                                               | Suzuki GSX-R1000 K6                                    | P      |
| 20  | Marco Borciani     | Team Sterilgarda                                      | Ducati 999 F06                                         | P      |
| 21  | Troy Bayliss       | Ducati Xerox Team                                     | Ducati 999 F07                                         | P      |
| 22  | Luca Morelli       | Team Pedercini / D.F.X. Corse                         | Ducati 999 RS / Honda CBR 1000RR                       | P      |
| 25  | Joshua Brookes     | Alto Evolution Honda                                  | Honda CBR 1000RR                                       | P      |
| 31  | Karl Muggeridge    | Alto Evolution Honda                                  | Honda CBR 1000RR                                       | P      |
| 32  | Yoann Tiberio      | Alto Evolution Honda                                  | Honda CBR 1000RR                                       | P      |
| 34  | Luca Conforti      | Emmebi Team                                           | Honda CBR 1000RR                                       | P      |
| 36  | Jiri Drazdak       | Yamaha Jr. Pro SBK Racing                             | Yamaha YZF-R1                                          | P      |
| 38  | Shin’ichi Nakatomi | Yamaha YZF                                            | Yamaha YZF-R1                                          | P      |
| 40  | Robertino Pietri   | Team Giesse                                           | Yamaha YZF-R1                                          | P      |
| 41  | Noriyuki Haga      | Yamaha Motor Italia                                   | Yamaha YZF-R1                                          | P      |
| 42  | Dean Ellison       | Team Pedercini                                        | Ducati 999 RS                                          | P      |
| 44  | Roberto Rolfo      | Hanspree Ten Kate Honda                               | Honda CBR 1000RR                                       | P      |
| 45  | Martin Bauer       | Holzhauer Racing Promotion                            | Honda CBR 1000RR                                       | P      |
| 52  | James Toseland     | Hanspree Ten Kate Honda                               | Honda CBR 1000RR                                       | P      |
| 53  | Alessandro Polita  | Celani Team Suzuki Italia                             | Suzuki GSX-R1000 K6                                    | P      |
| 55  | Régis Laconi       | {Kawasaki PSG-1 Corse                                 | Kawasaki ZX-10R                                        | P      |
| 57  | Lorenzo Lanzi      | Ducati Xerox Team                                     | Ducati 999 F07                                         | P      |
| 64  | Aaron Zanotti      | SMT Yamaha                                            | Yamaha YZF-R1                                          | P      |
| 71  | Yukio Kagayama     | Alstare Suzuki Corona Extra                           | Suzuki GSX-R1000 K7                                    | P      |
| 73  | Christian Zaiser   | LBR Racing Team                                       | MV Agusta F4 1000R                                     | P      |
| 76  | Max Neukirchner    | Suzuki Germany / Alstare Suzuki Corona Extra          | Suzuki GSX-R1000 K6 / Suzuki GSX-R1000 K7              | P      |
| 77  | Marty Nutt         | Nuttravel.com                                         | Yamaha YZF-R1                                          | P      |
| 83  | Guillaume Dietrich | Suzuki Germany                                        | Suzuki GSX-R1000 K6                                    | P      |
| 84  | Michel Fabrizio    | D.F.X. Corse                                          | Honda CBR 1000RR                                       | P      |
| 85  | Marek Svoboda      | Yamaha Jr. Pro SBK Racing                             | Yamaha YZF-R1                                          | P      |
| 92  | Mauro Sanchini     | Kawasaki PSG-1 Corse                                  | Kawasaki ZX-10R                                        | P      |
| 95  | Mashel Al-Naimi    | D’Antin MotoGP                                        | Kawasaki ZX-10R                                        | P      |
| 96  | Jakub Smrž         | Team Caracchi Ducati SC                               | Ducati 999 F05                                         | P      |
| 99  | Steve Martin       | D.F.X. Corse / Yamaha YZF / Celani Team Suzuki Italia | Honda CBR 1000RR / Yamaha YZF-R1 / Suzuki GSX-R1000 K6 | P      |
| 111 | Rubén Xaus         | Team Sterilgarda                                      | Ducati 999 F06                                         | P      |
| 112 | Stefano Cruciani   | Celani Team Suzuki Italia                             | Suzuki GSX-R1000 K6                                    | P      |
| 117 | Norino Brignola    | Team Guandalini                                       | Ducati 999 F05                                         | P      |
| 131 | Carmelo Morales    | Team Laglisse                                         | Yamaha YZF-R1                                          | P      |
| 159 | Giovanni Bussei    | Team Sterilgarda                                      | Ducati 999 F06                                         | P      |

| Legende         |
| --------------- |
| Stammfahrer     |
| Wildcard-Fahrer |
| Ersatzfahrer    |

## Fahrerwertung
| Rang | Fahrer             | Motorrad  | Katar | Katar | Australien | Australien | Europa | Europa | Spanien | Spanien | Niederlande | Niederlande | Italien | Italien | Vereinigtes Konigreich | San Marino | San Marino | Tschechien | Tschechien | Vereinigtes Konigreich | Vereinigtes Konigreich | Deutschland | Deutschland | Italien | Italien | Frankreich | Frankreich | Punkte |
| Rang | Fahrer             | Motorrad  | 010   | 020   | 010        | 020        | 010    | 020    | 010     | 020     | 010         | 020         | 010     | 020     | 010                    | 010        | 020        | 010        | 020        | 010                    | 020                    | 010         | 020         | 010     | 020     | 010        | 020        | Punkte |
| ---- | ------------------ | --------- | ----- | ----- | ---------- | ---------- | ------ | ------ | ------- | ------- | ----------- | ----------- | ------- | ------- | ---------------------- | ---------- | ---------- | ---------- | ---------- | ---------------------- | ---------------------- | ----------- | ----------- | ------- | ------- | ---------- | ---------- | ------ |
| 1    | James Toseland     | Honda     | 20    | 25    | 20         | 25         | 25     | Ret    | 11      | 25      | 25          | 20          | 13      | 20      | 8                      | 13         | 10         | 25         | 20         | 25                     | 25                     | 7           | 13          | 16      | 5       | 9          | 10         | 415    |
| 2    | Noriyuki Haga      | Yamaha    | 8     | 13    | 13         | 16         | 13     | 25     | 20      | 16      | 20          | Ret         | 25      | 25      | 20                     | Ret        | 20         | 13         | 13         | 9                      | 20                     | 25          | 20          | 20      | 13      | 25         | 25         | 413    |
| 3    | Max Biaggi         | Suzuki    | 25    | 20    | 16         | 13         | 16     | 20     | 8       | 20      | 10          | 16          | 16      | 11      | 10                     | Ret        | 16         | 20         | 25         | 16                     | 8                      | 20          | 16          | 25      | 20      | 10         | 20         | 397    |
| 4    | Troy Bayliss       | Ducati    | 11    | 8     | 25         | 20         | Ret    | Inj    | 16      | 10      | 13          | 25          | 20      | 16      | 25                     | 25         | 25         | Ret        | 10         | Ret                    | 9                      | 13          | 25          | 20      | 25      | 20         | 11         | 372    |
| 5    | Troy Corser        | Yamaha    | 7     | 16    | 11         | 11         | 20     | 16     | 13      | 7       | 0           | 13          | 11      | 10      | 16                     | 20         | 11         | 9          | Ret        | 20                     | 16                     | 16          | 11          | Ret     | 13      | 16         | 13         | 296    |
| 6    | Rubén Xaus         | Ducati    | 6     | 7     | 9          | 10         | Ret    | 13     | 25      | 13      | 16          | Ret         | 4       | 3       | 7                      | 8          | 9          | 4          | 6          | 13                     | 10                     | 4           | 10          | Ret     | 10      | 8          | 6          | 201    |
| 7    | Lorenzo Lanzi      | Ducati    | 16    | 9     | 10         | 9          | 11     | 11     | 10      | 11      | 11          | Ret         | 9       | Ret     | 9                      | 10         | 7          | 8          | 9          | 7                      | 4                      | 8           | 4           | 10      | 9       | Ret        | DNS        | 192    |
| 8    | Roberto Rolfo      | Honda     | 9     | Ret   | 5          | 6          | 7      | 9      | 6       | 4       | 7           | 11          | Ret     | 13      | 13                     | 11         | 8          | 11         | 11         | 10                     | 5                      | 11          | 9           | Ret     | 11      | 6          | 9          | 192    |
| 9    | Max Neukirchner    | Suzuki    | 10    | 6     | 8          | 8          | 8      | 6      | 4       | 6       | 6           | 9           | 6       | 4       | 6                      | 7          | 6          | 7          | 4          | 5                      | 6                      | Ret         | 6           | Ret     | 6       | 13         | Ret        | 149    |
| 10   | Régis Laconi       | Kawasaki  | Ret   | 5     | Ret        | Ret        | 9      | 10     | 5       | 8       | 0           | 6           | Ret     | 8       | 11                     | 9          | 5          | 5          | 2          | 8                      | 7                      | 10          | 5           | 9       | Ret     | 7          | 5          | 137    |
| 11   | Michel Fabrizio    | Honda     | Ret   | 4     | Ret        | 7          | 3      | 4      | 9       | 5       | 4           | 10          | 8       | 5       | Ret                    | Ret        | Ret        | 10         | 16         | 11                     | 13                     | Ret         | 3           | 11      | Ret     | 2          | 7          | 132    |
| 12   | Fonsi Nieto        | Kawasaki  | Ret   | 11    | 7          | 2          | 10     | Ret    | Ret     | Ret     | 8           | 8           | Ret     | Ret     | Ret                    | Ret        | 4          | Ret        | 8          | 4                      | 3                      | 9           | 8           | 8       | 8       | 11         | 16         | 125    |
| 13   | Yukio Kagayama     | Suzuki    | 13    | 10    | Inj        | Inj        | Inj    | Inj    | 1       | 3       | 9           | 5           | 10      | 9       | Ret                    | 16         | 13         | 16         | Ret        | Ret                    | 11                     | DNS         | DNS         | DNS     | DNS     | Inj        | Inj        | 116    |
| 14   | Jakub Smrž         | Ducati    | 2     | 0     | 2          | 5          | 6      | 8      | 2       | 0       | 5           | 7           | 1       | 6       | Ret                    | 6          | 3          | Ret        | 3          | 2                      | Ret                    | 3           | 0           | 5       | Ret     | Ret        | Ret        | 66     |
|      | Shin’ichi Nakatomi | Yamaha    | 4     | 0     | 3          | 3          | 0      | 2      | Ret     | 0       | 3           | 4           | Inj     | Inj     | 3                      | Ret        | 2          | 6          | 7          | 3                      | 1                      | 5           | 1           | 7       | 7       | 5          | Ret        | 66     |
| 16   | Karl Muggeridge    | Honda     | Ret   | 2     | DNS        | DNS        | 5      | 7      | Ret     | Ret     | Ret         | Ret         | 7       | 7       | Ret                    | DNS        | DNS        | Ret        | 5          | Ret                    | 2                      | 6           | 6           | 3       | 3       | 4          | 5          | 62     |
| 17   | Joshua Brookes     | Honda     | Ret   | 3     | 4          | 4          | 4      | 1      | 7       | 9       | Ret         | 3           | 5       | Ret     | Ret                    |            |            |            |            |                        |                        |             |             |         |         |            |            | 40     |
| 18   | Steve Martin       | Honda     | 5     | 0     | 6          | Ret        | 0      | 3      | Ret     | Ret     | DNS         | DNS         | 0       | Ret     |                        |            |            |            |            |                        |                        |             |             |         |         |            |            | 23     |
| 18   | Steve Martin       | Yamaha    |       |       |            |            |        |        |         |         |             |             |         |         |                        |            |            |            |            | 5                      | 0                      |             |             |         |         |            |            | 23     |
| 18   | Steve Martin       | Suzuki    |       |       |            |            |        |        |         |         |             |             |         |         |                        |            |            |            |            |                        |                        | 2           | 2           | 2       | 2       |            |            | 23     |
| 19   | Vittorio Iannuzzo  | Kawasaki  |       |       |            |            |        |        |         |         |             |             |         |         | 5                      |            |            | 3          | 1          |                        |                        |             |             | 6       | 4       |            |            | 19     |
| 20   | Marco Borciani     | Ducati    |       |       |            |            |        |        |         |         |             |             | 3       | Ret     |                        | 5          | Ret        |            |            |                        |                        |             |             | 4       | 0       |            |            | 12     |
| 21   | Giovanni Bussei    | Ducati    |       |       |            |            | 2      | 5      | 3       | 1       |             |             |         |         |                        |            |            |            |            |                        |                        |             |             |         |         |            |            | 11     |
| 22   | Luca Morelli       | Ducati    |       |       |            |            | 0      | 0      | Ret     | Ret     | 2           | Ret         |         |         |                        |            |            |            |            |                        |                        |             |             |         |         |            |            | 11     |
| 22   | Luca Morelli       | Honda     |       |       |            |            |        |        |         |         |             |             | Ret     | DNS     | 4                      | 3          | 0          | Ret        | 0          | 0                      | 0                      | Ret         | Ret         | 0       | 0       | Ret        | 2          | 11     |
| 23   | Yoann Tiberio      | Honda     |       |       |            |            |        |        |         |         |             |             |         |         |                        |            |            |            |            |                        |                        | 1           | 0           | 1       | 1       | 3          | 4          | 10     |
| 24   | Alessandro Polita  | Suzuki    | 3     | 1     | 1          | 1          | Ret    | DNS    |         |         |             |             | 2       | Ret     | Ret                    | Ret        | 0          |            |            |                        |                        |             |             |         |         |            |            | 8      |
|      | Dean Ellison       | Ducati    | 1     | 0     | 0          | Ret        | 1      | Ret    | Ret     | Ret     | 2           | 0           | Ret     | 1       | Ret                    | 2          | 0          | Ret        | Ret        | 0                      | 0                      | Ret         | Ret         | 0       | 0       | Ret        | 1          | 8      |
| 26   | Mauro Sanchini     | Kawasaki  |       |       |            |            |        |        |         |         |             |             | 0       | Ret     |                        | 4          | 1          |            |            |                        |                        |             |             |         |         |            |            | 5      |
| 27   | Guillaume Dietrich | Suzuki    |       |       |            |            |        |        |         |         |             |             |         |         |                        |            |            |            |            |                        |                        |             |             |         |         | 1          | 3          | 4      |
| 28   | Jiri Drazdak       | Yamaha    | Ret   | Ret   | 0          | Ret        |        |        |         |         |             |             |         |         |                        |            |            | 2          | Ret        |                        |                        | 0           | 0           |         |         |            |            | 2      |
|      | Robertino Pietri   | Yamaha    |       |       |            |            |        |        |         |         |             |             | Ret     | 2       |                        |            |            |            |            |                        |                        |             |             |         |         |            |            | 2      |
|      | Carmelo Morales    | Yamaha    |       |       |            |            |        |        | Ret     | 2       |             |             |         |         |                        |            |            |            |            |                        |                        |             |             |         |         |            |            | 2      |
|      | Marek Svoboda      | Yamaha    |       |       |            |            |        |        |         |         | 1           | 1           | Ret     | Ret     |                        |            |            |            |            |                        |                        |             |             |         |         |            |            | 2      |
| 32   | Marty Nutt         | Yamaha    |       |       |            |            |        |        |         |         |             |             |         |         |                        |            |            |            |            | 1                      | DNS                    |             |             |         |         |            |            | 1      |
|      | Stefano Cruciani   | Suzuki    |       |       |            |            |        |        |         |         |             |             |         |         |                        |            |            | 1          | 0          | 0                      | Ret                    |             |             |         |         |            |            | 1      |
|      | Christian Zaiser   | MV Agusta | 0     | Ret   | 0          | 0          | Ret    | Ret    | Ret     | Ret     | Ret         |             |         |         |                        | 1          | Ret        | Ret        | Ret        |                        |                        |             |             |         |         |            |            | 1      |
| 35   | Mashel Al-Naimi    | Kawasaki  | 0     | 0     |            |            |        |        |         |         |             |             |         |         |                        |            |            |            |            |                        |                        |             |             |         |         |            |            | 0      |
|      | Martin Bauer       | Honda     |       |       |            |            |        |        |         |         |             |             |         |         |                        |            |            |            |            |                        |                        | Ret         | 0           |         |         |            |            | 0      |
|      | Norino Brignola    | Ducati    |       |       |            |            |        |        |         |         |             |             |         |         |                        |            |            |            |            |                        |                        |             |             | Ret     | 0       |            |            | 0      |
|      | Milos Cihak        | Suzuki    |       |       |            |            |        |        |         |         |             |             |         |         |                        |            |            | Ret        | 0          |                        |                        |             |             |         |         |            |            | 0      |
|      | Luca Conforti      | Honda     |       |       |            |            |        |        |         |         |             |             |         |         |                        | Ret        | 0          |            |            |                        |                        |             |             |         |         |            |            | 0      |
|      | Aaron Zanotti      | Yamaha    |       |       |            |            | 0      | 0      |         |         |             |             |         |         |                        |            |            |            |            |                        |                        |             |             |         |         |            |            | 0      |
| Rang | Fahrer             | Motorrad  | Katar | Katar | Australien | Australien | Europa | Europa | Spanien | Spanien | Niederlande | Niederlande | Italien | Italien | Vereinigtes Konigreich | San Marino | San Marino | Tschechien | Tschechien | Vereinigtes Konigreich | Vereinigtes Konigreich | Deutschland | Deutschland | Italien | Italien | Frankreich | Frankreich | Punkte |
| Rang | Fahrer             | Motorrad  | 1     | 2     | 1          | 2          | 1      | 2      | 1       | 2       | 1           | 2           | 1       | 2       | 1                      | 1          | 2          | 1          | 2          | 1                      | 2                      | 1           | 2           | 1       | 2       | 1          | 2          | Punkte |

| Farbe    | Resultat                                  |
| -------- | ----------------------------------------- |
| Gold     | Sieger                                    |
| Silber   | Zweiter                                   |
| Bronze   | Dritter                                   |
| Grün     | im Ziel mit Punkten                       |
| Blau     | im Ziel ohne Punkte                       |
| Violett  | nicht im Ziel (Ret)                       |
| Rosa     | nicht qualifiziert (DNQ)                  |
| Schwarz  | disqualifiziert (DQ)                      |
| Azurblau | Rennen wurde als Regenrennen gestartet    |
| keine    | nicht teilgenommen                        |
| keine    | nicht teilgenommen wegen Verletzung (Inj) |
| keine    | nicht an den Start gegangen (DNS)         |
| keine    | Rennen wurde annulliert (Ann.)            |
| keine    | ausgeschlossen (EX)                       |

## Konstrukteurswertung
| 1 | Yamaha    | 467 |
| 2 | Honda     | 439 |
| 3 | Ducati    | 439 |
| 4 | Suzuki    | 419 |
| 5 | Kawasaki  | 192 |
| 6 | MV Agusta | 1   |

## Verweise